# Станявичюс, Симонас
Си́монас Станя́вичюс (Станевичюс, пол. Szymon Tadeusz Staniewicz, лит. Simonas Stanevičius; не позднее 26 октября 1799, деревня Канопенай, ныне Расейнского района — 27 февраля (10 марта) 1848, деревня Стемплес, ныне Шилутского района) — литовский поэт, фольклорист и историк.

## Биография
Гимназию окончил в Крожах. В 1822—1826 годах учился в Виленском университете. По окончании университета жил в Вильне, зарабатывая частными уроками и готовя свои издания. С 1829 года жил в Россиенах у мецената графа Пляттера. Занимался его библиотекой, в которой собирались издания и рукописи, относящиеся к истории Литвы и литовскому языку.
В конце 1830 или в начале 1831 года Станявичюс и Пляттер посетили Кёнигсберг, познакомились с Людвикасом Резой, собирали литуанистические материалы. После Кёнигсберга Пляттер уехал с научными целями в Ригу; предполагается, что его сопровождал Станявичюс. В Риге на средства Пляттера были изданы подготовленные Станявичюсом ноты литовских народных песен. После смерти Пляттера Станявичюс продолжал жить в Россиенах, затем переехал к его брату в деревню Стемплес. Там писал работу по литовской мифологии. Поддерживал связи с известными историками Литвы Теодором Нарбуттом, Михалом Балинским.
Умер в Стемплес. Похоронен в Швекшне.

## Творчество

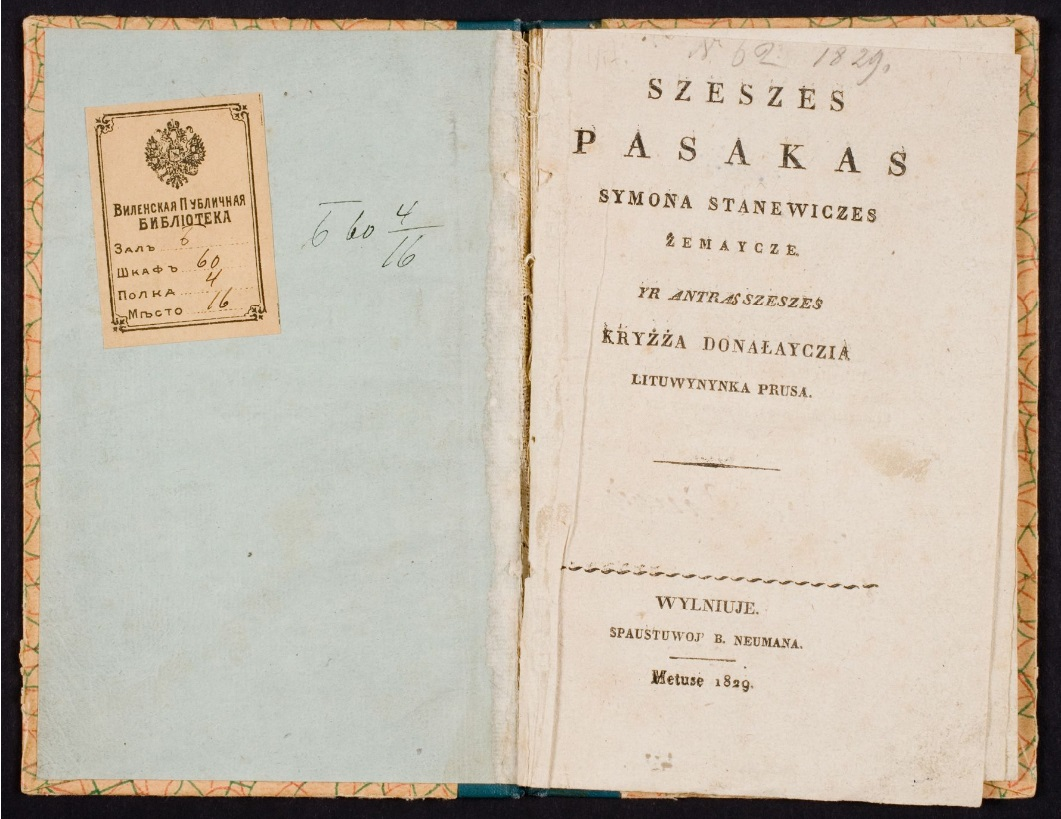
«Шесть басен» С. Станявичюса

В студенческие годы написал оду «Слава жемайтов», проникнутую патриотическими идеями, чувством национального самосознания и единства литовцев. Писал басни. Часть из них основана на сюжетах литовского фольклора, часть сюжетов заимствована из басен Эзопа.
Подготовил и издал сборники литовского фольклора «Жемайтские песни» („Daynas Žemaycziu surynktas yr yszdutas par Symona Stanewicze Mokslynynka Lyteraturas yr Gražiuju Prytirymu“; Вильно, 1829) и «Ноты к жемайтским песням» („Pažimes žemaytyszkas gaydas prydietynas pry Daynu Žemaycziu surynktu yr yszdutu Symona Stanewicze Mokslynynka Lyteraturas yr Gražiuju Prytirymu Wylniuje“; Рига, 1833).
Издал также сборник «Шесть басен» („Szeszes pasakas Symona Stanewiczes žemaycze yr antras szeszes Kryžža Donalayczia lituwynynka prusa“; Вильно, 1829), в который вошли и басни К. Донелайтиса.

## Издания
- Dainos Žemaičių: [fotogr. leidimas] / tekstus paruošė J. Lebedys. - Vilnius: Valst. grož. lit. l-kla, 1954.
- Pasakėčios. - Vilnius: Valst. grož. lit. l-kla, 1959.
- Raštai. - Vilnius : Vaga, 1967. - 656 p.